# Lotta a calendario
La lotta a calendario consiste in un metodo tradizionale di difesa preventiva dei vegetali pianificata con trattamenti periodici indipendentemente dal decorso delle infestazioni e dal rischio effettivo di una loro comparsa. Introdotta in Italia negli anni sessanta, la lotta a calendario ha fatto ricorso all'uso di principi attivi chimici.

## Criteri
Il fondamento su cui si basa la lotta a calendario è la sincronizzazione del ciclo di una pianta agraria con quelli di molti parassiti o fitofagi, ad essa infeudati, e parte dal presupposto che la coltura debba essere protetta preventivamente nelle fasi fenologiche suscettibili di attacco. La protezione deve coprire l'intera durata della fase o per lo meno fino a quando vengono meno i presupposti, pertanto i trattamenti chimici devono essere ripetuti ad intervalli regolari dipendenti dalla persistenza del principio attivo.
Per il primo trattamento si fa riferimento non alla data, bensì al ciclo fenologico della coltura agraria: in altri termini, sono le fasi fenologiche della pianta a definire la scansione temporale. Ad esempio, indipendentemente dalla data, in un fruttifero gli eventi notevoli per l'applicazione della lotta a calendario possono essere, secondo il contesto, l'ingrossamento delle gemme, l'inizio della fioritura, l'allegagione, l'inizio di accrescimento dei frutti, l'invaiatura, il riposo vegetativo. Tali eventi sono spesso svincolati dalle date perché le fasi fenologiche si differenziano in genere secondo la cultivar e secondo la regione. A parità di condizioni (cultivar e localizzazione geografica) la lotta a calendario può basarsi anche sulla data effettiva, per quanto possa tuttavia esserci una variabilità di anno in anno. Dopo il primo trattamento si fa riferimento alla persistenza del prodotto usato tenendo presente i seguenti elementi:
- Le piogge possono dilavare i prodotti di copertura, pertanto può esserci la necessità di anticipare il trattamento prima della data prevista.
- La protezione degli organi in attivo accrescimento (frutti, germogli) richiede una maggiore frequenza dei trattamenti con prodotti di copertura, citotropici e translaminari, perché dopo un certo intervallo di tempo una parte consistente di tali organi è esposta agli attacchi. Nel caso di prodotti sistemici questo problema non si presenta se il principio attivo ha una traslocazione floematica ascendente (es. l'Imidacloprid). In ogni modo la maggior parte dei sistemici ha una traslocazione floematica discendente, perciò non sono in grado di proteggere i nuovi getti.
- Per una protezione efficace non si deve fare riferimento all'intervallo di carenza. Per ragioni precauzionali, questo intervallo è più lungo della persistenza del prodotto, perciò gli intervalli fra un trattamento e il successivo devono essere inferiori all'intervallo di carenza. In ogni modo i trattamenti devono assolutamente essere sospesi, prima della raccolta, di un tempo non inferiore all'intervallo di carenza.
- I trattamenti si sospendono quando vengono meno i presupposti: la raccolta dei prodotti da proteggere, il sopraggiungere di condizioni ambientali che determinano con certezza la fine del rischio, ecc.

## Principi attivi
Il metodo della lotta a calendario si è evoluto con gli insetticidi di seconda generazione (clororganici), perciò si è tradizionalmente basato sull'impiego di prodotti di copertura. Questi principi attivi richiedono una particolare cura al momento del trattamento: non penetrando nei tessuti vegetali, svolgono un'azione protettiva efficace solo se coprono uniformemente l'intera superficie dell'organo da proteggere. I trattamenti devono pertanto essere fatti con macchine irroratrici che nebulizzano la soluzione (atomizzatori) e con l'impiego di additivi che migliorano l'efficacia del trattamento quali i bagnanti e gli adesivanti: i primi modificano la tensione superficiale della soluzione in modo che si estenda sulla superficie del vegetale senza raccogliersi in gocce semisferiche; i secondi proteggono la copertura dall'azione dilavante delle eventuali piogge e della rugiada.
L'avvento di insetticidi e anticrittogamici endoterapici, in altri termini in grado di penetrare nei tessuti vegetali, ha reso più semplice la lotta a calendario in quanto le precauzioni necessarie a garantire l'efficacia della copertura non sono più necessarie. I migliori risultati si ottengono con i prodotti a traslocazione floematica, in quanto sono in grado di proteggere anche gli organi che si sono formati dopo il trattamento. L'uso di questi prodotti genera però due ordini di problemi. 
Il primo è di natura igienico-sanitaria: i prodotti endoterapici lasciano nei prodotti agricoli residui chimici che non possono essere rimossi; la tutela della salute del consumatore è garantita solo dal rispetto dell'intervallo di carenza e dei dosaggi. L'eventuale negligenza o, peggio, la malafede dell'agricoltore si ripercuotono sulla salute dei consumatori: le analisi chimiche dei prodotti agricoli, finalizzate ad accertare il rispetto dei limiti di sicurezza, sono eseguite solo su campioni e, per ragioni tecniche, operative ed economiche, coprono una quota irrisoria della massa presente sul mercato. Un altro aspetto negativo, sempre di natura igienico-sanitaria, derivante dall'uso degli endoterapici è causato dalle limitate conoscenze in merito alle interazioni tra il metabolismo del vegetale e il principio attivo e a quelle tra principi attivi differenti: infatti la casistica in merito alla tossicità cronica o acuta si basa su modelli convenzionali di riferimento (test su cavie) e in ogni caso non prende in considerazione gli effetti derivanti da interazioni sinergiche nelle combinazioni di principi attivi, tristemente note con la locuzione di cocktail di pesticidi. Sotto questo punto di vista i prodotti di copertura sono più salutari perché è sufficiente il lavaggio accurato del prodotto o la sbucciatura per ridurre al minimo i rischi sulla salute del consumatore.
Il secondo problema è di natura ambientale: la complessità funzionale dei prodotti endoterapici è spesso causa dell'insorgenza di fenomeni di resistenza genetica negli organismi ad alto potenziale biologico: l'alto numero di generazioni annue combinato con l'elevato potenziale riproduttivo fanno sì che eventuali resistenze generate da mutazioni genetiche si propaghino rapidamente nella popolazione del fitofago o del parassita riducendo sensibilmente l'efficacia dei trattamenti successivi. Per questo motivo nella lotta a calendario è assolutamente sconsigliata la ripetizione dei trattamenti con gli stessi principi attivi.

## Esempio pratico
Uno degli esempi più curiosi e classici di applicazione della lotta a calendario è la protezione della vite contro la Peronospora (Plasmopara viticola) con la regola dei tre dieci. Nelle regioni a decorso primaverile umido la Peronospora è una delle avversità più temibili, in quanto può determinare la compromissione della produzione fin da prima della fioritura. Questo fungo si sviluppa all'interno dei tessuti attaccati ed è difficilmente controllabile con trattamenti curativi. Si controlla invece in modo efficace con la prevenzione impedendone la germinazione e l'ingresso. In queste regioni tradizionalmente s'interviene con i trattamenti preventivi a calendario impiegando prodotti di copertura quali il rame (poltiglia bordolese, ossicloruri di rame) oppure i ditiocarbammati (zineb, mancozeb, ecc.). Il primo trattamento si esegue quando si verifica la concomitanza di tre condizioni: lunghezza dei germogli di almeno 10 cm, temperatura minima di almeno 10 °C, una pioggia di almeno 10 mm nelle ultime 48 ore. I trattamenti successivi si effettuano a cadenze regolari, ogni 1-2 settimane, finché le condizioni ambientali sono favorevoli alla propagazione della malattia. 

## Aspetti negativi
A prescindere dalla sua semplicità concettuale e della sua razionalità, la lotta a calendario è un metodo di difesa obsoleto che pone seri problemi d'incompatibilità nei confronti sia della salute dei consumatori, sia dell'integrità ambientale. I problemi sono scaturiti dall'evidenza dell'impatto negativo avuto dai fitofarmaci di seconda generazione nel lungo termine (tossicità cronica, persistenza) e di terza generazione nel breve termine (tossicità acuta): nonostante il criterio d'intervento preventivo, l'impiego dei prodotti chimici ad uso fitoiatrico è andato sempre più crescendo senza fornire miglioramenti sul fronte della difesa fitosanitaria.
Il punto debole della lotta a calendario risiede infatti nel presupposto che la difesa debba essere condotta preventivamente e indipendentemente dalla sua necessità, causando diversi effetti collaterali, di cui quelli che seguono in elenco sono i più importanti:
- Impiego più consistente di prodotti fitoiatici. Questo aspetto ha due importanti e gravi conseguenze: da un lato fa lievitare sensibilmente i costi di produzione, da un altro ha un notevole impatto sull'ambiente e sulla qualità dei prodotti, a scapito della salute dei consumatori.
- Scomparsa degli organismi ausiliari. L'impiego, in passato, di insetticidi a largo spettro d'azione o, comunque, poco selettivi, ha avuto un notevole impatto sulle popolazioni dei predatori naturali. Gli stessi criteri della semplificazione degli agrosistemi e dell'abbattimento a livello zero delle popolazioni del fitofago hanno un impatto negativo sulla dinamica delle popolazioni dei parassitoidi.
- Insorgenza di fenomeni di resistenza. Il ricorso indiscriminato agli endoterapici è causa d'insorgenza di resistenze genetiche al principio attivo da parte di funghi, acari e di alcune categorie d'insetti, in particolare i Rincoti Omotteri. La comparsa delle resistenze pone seri problemi in quanto tende a vanificare i trattamenti chimici, portando ad una loro intensificazione sia nel numero sia nei dosaggi nel tentativo di arrestare le infestazioni.

Le ragioni suddette hanno reso la lotta a calendario un approccio obsoleto e privo di efficacia nel lungo periodo, favorendo la sua progressiva sostituzione con metodi di lotta più complessi ma più efficaci nel lungo periodo e meno dannosi in fatto di impatto ambientale e igienico-sanitario.

## Dalla lotta a calendario ad altri metodi
La lotta a calendario è in effetti, fra i metodi di lotta razionali, quello di più facile acquisizione e di pratica applicazione anche da parte di chi ha limitate conoscenze in ambito ecologico e biologico. La sua applicazione infatti esula dalla formulazione di qualsiasi forma di diagnostica o dall'effettuazione di piani di monitoraggio: è infatti il comportamento della pianta che indica il momento in cui intervenire, indipendentemente dalla effettiva necessità dell'intervento. Negli anni sessanta e settanta erano in voga, fra gli addetti ai lavori, manifesti e opuscoli che riportavano piani d'intervento differenziati per singole avversità e per singole specie, con l'indicazione dei trattamenti da eseguire in corrispondenza di ogni specifica fase fenologica. 
L'applicazione di metodi più razionali richiede un maggior grado di conoscenza e competenza nell'ambito di discipline interconnesse con l'agricoltura e, talvolta, l'adozione di sistemi di coltivazione che devono rapportarsi ad un contesto più ampio (comprensoriale, regionale) di quello dell'unità "azienda". Va inoltre considerato che molte conoscenze si sono acquisite solo in epoche più recenti e, soprattutto nelle socioeconomiche condizioni italiane, l'assistenza tecnica e la divulgazione in agricoltura sono state spesso delegate, in passato, ai fornitori di mezzi tecnici. In altri termini, l'unica fonte capillare di divulgazione e informazione per l'agricoltore, in materia di difesa fitosanitaria, era la sola industria chimico-farmaceutica. I mezzi di informazione, schematici e di facile consultazione, erano rappresentati da poster, brochure, opuscoli e, talvolta, semplici piccoli manuali, distribuiti gratuitamente presso i centri vendita. 
L'uso indiscriminato dei fitofarmaci in agricoltura ha causato, a partire dagli anni ottanta, la nascita di una coscienza ecologica collettiva e la maggiore pressione dell'opinione pubblica ha indotto le amministrazioni politiche locali, nazionali, comunitarie a promuovere la divulgazione, fra gli agricoltori, di conoscenze che erano già acquisite da alcuni decenni, permettendo un'evoluzione della difesa fitosanitaria verso sistemi più razionali dal punto di vista igienico-sanitario e ambientale.
Tale evoluzione è stata resa possibile con la divulgazione delle conoscenze già acquisite e dall'applicazione di piani di difesa o del relativo supporto, su base territoriale, agli agricoltori. Metodi di controllo quali la lotta guidata e, a maggior ragione, la lotta integrata, richiedono infatti conoscenze tecniche più approfondite, un coordinamento territoriale, un supporto tecnico adeguato che si occupi, da un lato, della divulgazione e dell'assistenza e, da un altro, delle competenze territoriali che esulano dal contesto aziendale.

## Situazione attuale
Attualmente la difesa fitosanitaria è monitorata a livello territoriale e in quasi tutti i comparti produttivi la lotta a calendario è stata drasticamente ridimensionata a partire già dagli anni ottanta soprattutto a causa della sua insostenibilità economica e dell'evoluzione di una maggiore consapevolezza della tutela ambientale. Resta al momento una metodologia che, per quanto obsoleta, è ancora usata in contesti specifici (territoriali, compartimentali, socioculturali) perché ampiamente collaudata da un'esperienza pluridecennale, tuttavia nella maggior parte dei casi si ricorre ad una forma elastica di lotta a calendario che nel complesso vede ridurre il numero dei trattamenti rispetto al passato.

Non viene riportata nessuna fonte.